# 孟加拉国工人党（重建）
孟加拉國工人黨（重建）（英語：Workers Party of Bangladesh (reconstituted)）是孟加拉國的一個已不存在的共产主义政黨。海德爾·阿克巴·汗·拉納是該政黨的召集人。

## 概述
2008年，海德爾·阿克巴·汗·拉納率領一群與孟加拉國工人黨持不同意見之黨員於同年12月的議會選舉中脫離該黨。
2009年9月，孟加拉語言運動主張者阿卜杜勒·馬丁加入孟加拉國工人黨（重建），他被列入該黨的中央委員會。 
2010年2月26日，孟加拉國工人黨（重建）併入孟加拉國共產黨。 海德爾·阿克巴·汗·拉納被纳入孟加拉國共產黨主席團。 